# АЕС Ляйбштадт
Ляйбштадтська атомна електростанція (нім. Kernkraftwerk Leibstadt, KKL) розташована поблизу Ляйбштадта, кантон Ааргау, Швейцарія, на річці Рейн і неподалік від кордону з Німеччиною. Введенна в експлуатацію в 1984 році, це наймолодша і найпотужніша з чотирьох діючих атомних станцій країни.
Її киплячий ядерний реактор, побудований General Electric, виробляє 1220 МВт електричної потужності. Атомна електростанція виробила приблизно 8,5 ТВт на рік, трохи менше, ніж на електростанції Гесген.
Вона належить Leibstadt AG (KKL), консорціуму шести швейцарських енергетичних компаній: Aare Tessin AG для електроенергії (Atel) з 27%, північно-східні електростанції AG (NOK) з 23%, центрально-швейцарські електростанції AG (CKW) з 14%, електроенергетична компанія Laufenburg AG (EGL) з 16%, Бернські електростанції AG (BKW FMB energy AG) з 10% і Aargauer of power stations AG (AEW energy AG) з 5%. Спочатку управління здійснювалося EGL, але зі створенням Axpo воно було консолідовано в рамках групи Axpo, таким чином сьогодні NOK є менеджером. На АЕС також розміщено 380 КВ для Безнау.
Планування KKL почалося в 1964 році для моделі 600 МВт реактор. Федеральна рада Швейцарії виступила проти прямого охолодження річковою водою, яка була замінена в проєкті в 1971 році градирнею. Під час подальшого планування випуск було збільшено до 600, а потім до 900 МВт. У 1979 році після аварії на Три-Майл-Айленд були введені нові правила безпеки, що відклало завершення на кілька років. Бюджет будівництва у 2 мільярди швейцарських франків зріс до понад 5 мільярдів до відкриття заводу в 1984 році після одинадцяти років будівництва.
Завдяки встановленню нової турбіни низького тиску в 2010 році Leibstadt досяг збільшення на 40 мегават. Новий 420-тонний генератор, найважчий AIL, який можна було перевозити на дорогах Швейцарії, значно покращив роботу електростанцій.
Історія завершення будівництва KKL відображала дедалі більш критичне ставлення до атомної енергетики у Швейцарії протягом 1970-х і 1980-х років, що завершилося опором атомній електростанції Кайзераугст.

## Ядерні події
| рік                                 | Рівень INES | Рівень INES | Рівень INES | Рівень INES | Рівень INES | Рівень INES | Рівень INES | Рівень INES | Всього |
| ----------------------------------- | ----------- | ----------- | ----------- | ----------- | ----------- | ----------- | ----------- | ----------- | ------ |
| рік                                 | 0           | 1           | 2           | 3           | 4           | 5           | 6           | 7           | Всього |
| 2018 рік                            | ?           | 2           | -           | –           | –           | –           | –           | –           | 2      |
| 2015 рік                            | –           | –           | –           | –           | –           | –           | –           | –           | TBA    |
| 2014 рік                            | 8           | 1           | –           | –           | –           | –           | –           | –           | 9      |
| 2013 рік                            | 7           | –           | –           | –           | –           | –           | –           | –           | 7      |
| Джерела : 2018 · 2014 · 2013 · 2012 |             |             |             |             |             |             |             |             |        |

## Інформація про енергоблоки
| Енергоблок | Тип реакторів | Потужність | Потужність | Початок будівництва | Фізпуск    | Підключення до мережі | Введення в експлуатацію | Закриття |
| Енергоблок | Тип реакторів | Чистий     | Брутто     | Початок будівництва | Фізпуск    | Підключення до мережі | Введення в експлуатацію | Закриття |
| ---------- | ------------- | ---------- | ---------- | ------------------- | ---------- | --------------------- | ----------------------- | -------- |
| Ляйбштадт  | BWR-6         | 1220 МВт   | 1275 МВт   | 01.01.1974          | 09.03.1984 | 24.05.1984            | 15.12.1984              | -        |

## Галерея

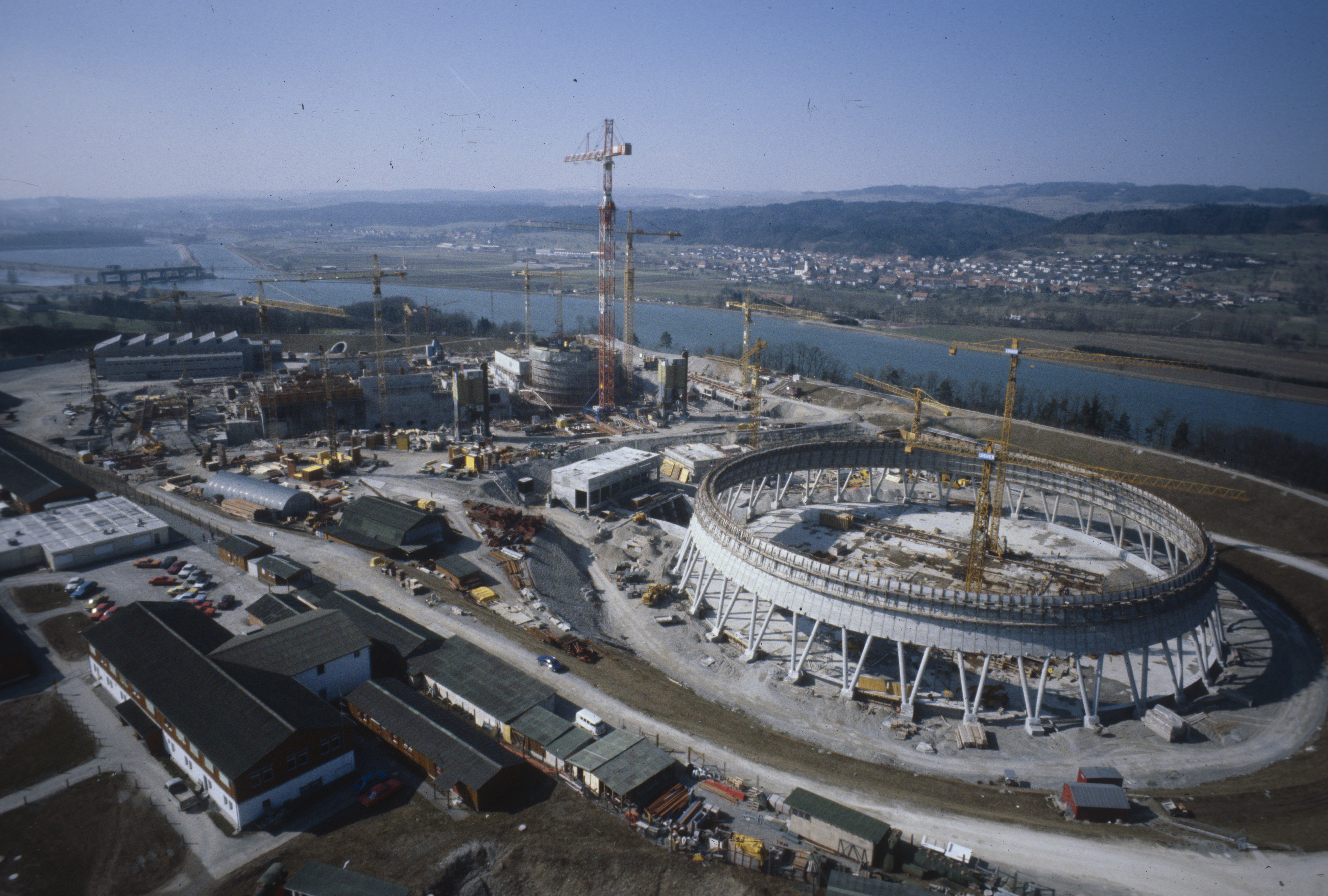
Процес будівництва
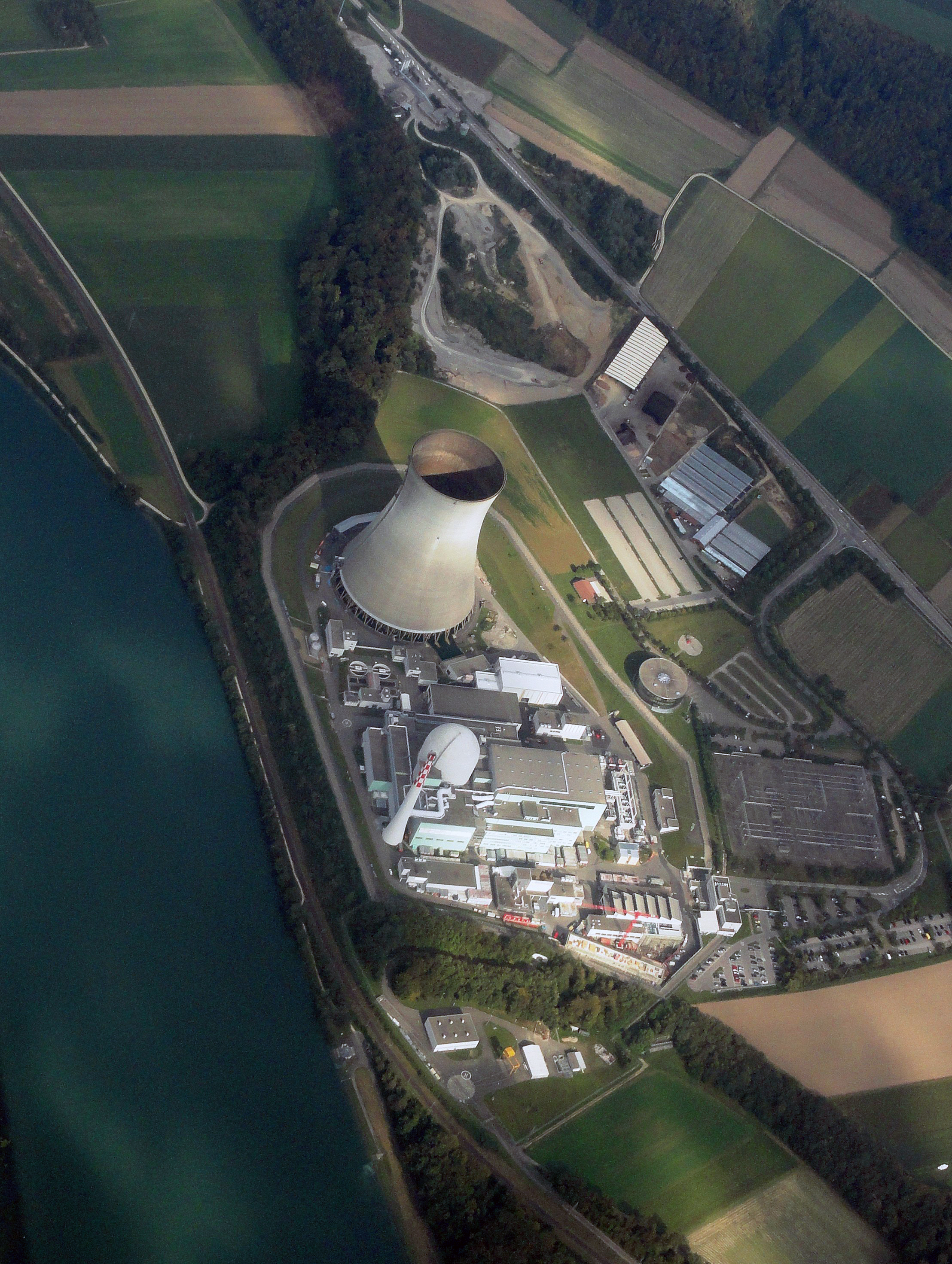
Вид з повітря
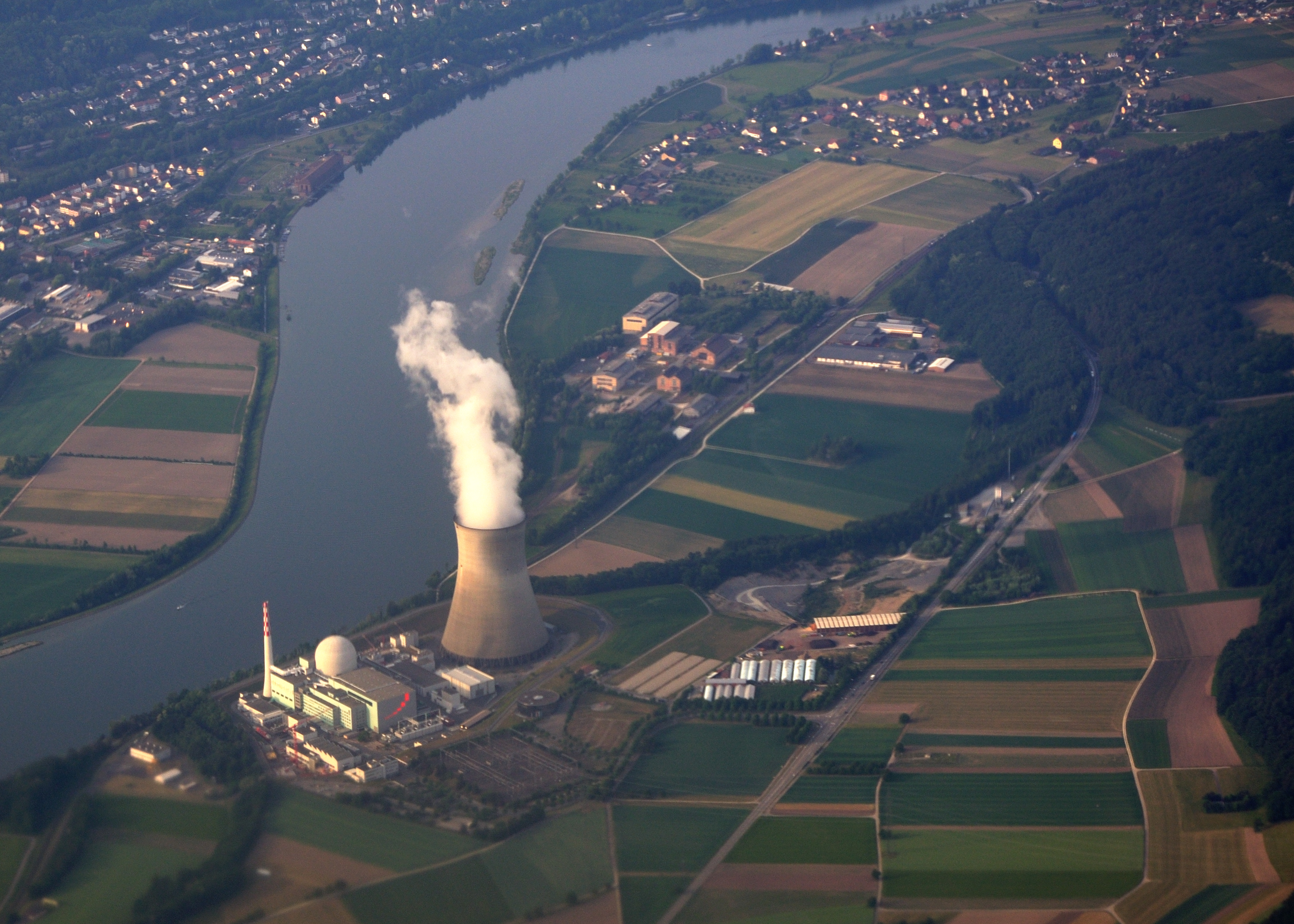
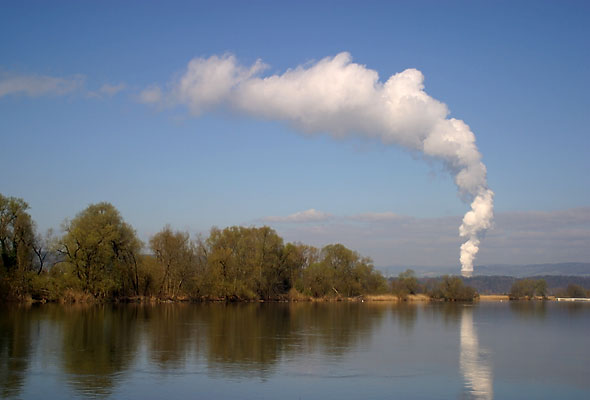
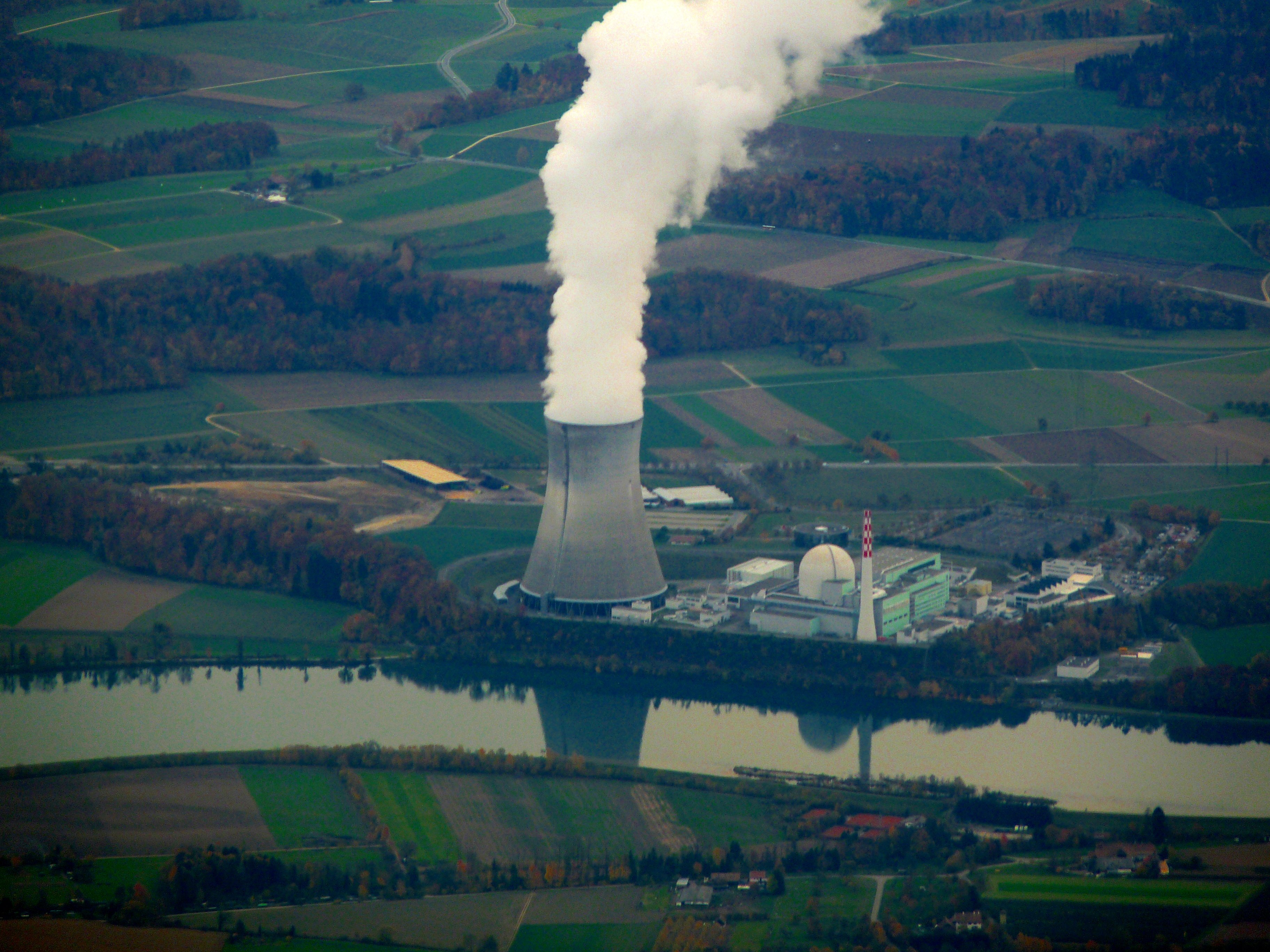